# Åtjärnen (Byske socken, Västerbotten)
Åtjärnen är en sjö i Skellefteå kommun i Västerbotten och ingår i Byskeälvens huvudavrinningsområde.